# Pressegeschichte in Hann. Münden

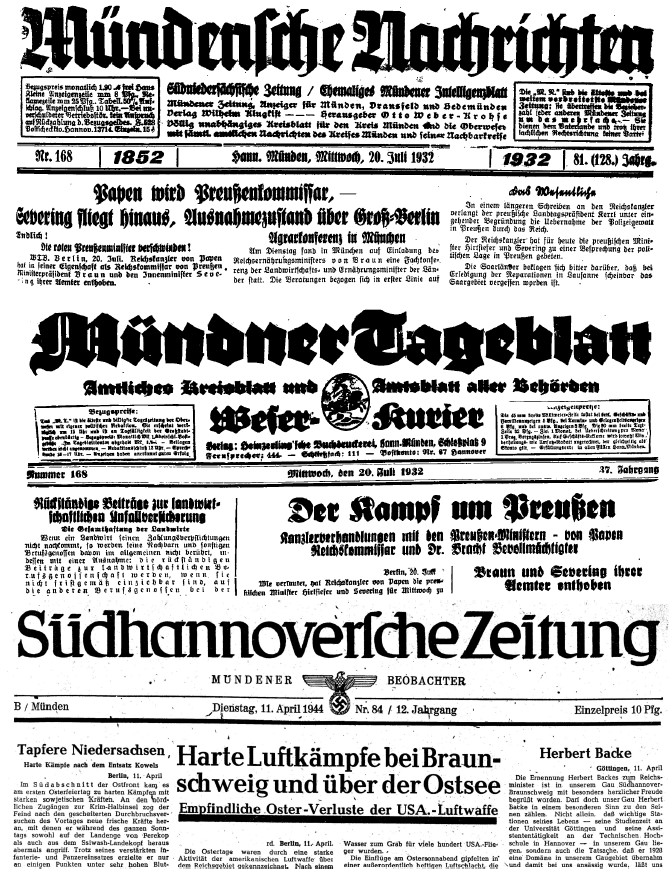
Kopfzeilen historischer Mündener Tageszeitungen

Die Pressegeschichte in Hann. Münden setzt 1852 mit der Gründung der Mündenschen Nachrichten ein. Heute existiert auf dem Gebiet der Stadt Hann. Münden als einzige Tageszeitung die Mündener Allgemeine im Mantel der Kasseler HNA.

## Entwicklung
Der Druckereibesitzer Wilhelm Klugkist gründete 1852 die Mündenschen Nachrichten. 1857 kaufte Klugkist auch den Verlag der bereits 1804 gegründeten Konkurrenzzeitung, des Mündener Intelligenzblattes, das er mit seiner Zeitung verschmolz. Sein Sohn, Fritz Klugkist, der den Verlag 1896 übernahm, machte die Mündenschen Nachrichten zur führenden Tageszeitung der Stadt. Anfang 1930 wurde das Geschäft an der Hannoveraner Verleger Otto Weber verkauft, der insbesondere den politischen Teil der Zeitung in völkisch-nationalem Sinne (und in expliziter Anlehnung an Arthur Moeller van den Bruck) neu organisierte. Während der Weimarer Republik existierte in Münden eine breite und politisch ausdifferenzierte Presselandschaft. Neben den dominierenden völkisch-nationalen Mündenschen Nachrichten existierten das auflagenstarke liberale Mündner Tageblatt, das von den Sozialdemokraten herausgegebene Mündener Volksblatt sowie die kommunistische Rote Latüchte.

### Zeit des Nationalsozialismus
Im Rahmen der Gleichschaltung der Presse durch die Nationalsozialisten war das noch 1932 in Weser-Kurier umbenannten Mündner Tageblatt in Bedrängnis geraten und hatte – mit einer Auflage von nur 715 Exemplaren – seinen Status als Konkurrenzblatt zu den Mündenschen Nachrichten nahezu verloren. Das Mündener Volksblatt und die Rote Latüchte wurden Anfang 1933 verboten. Die NSDAP hatte mit der Mündener Lokalbeilage der Göttinger Nachrichten und schließlich mit dem Mündener Beobachter, einer eigenständigen Mündener Lokalausgabe der Südhannoverschen Zeitung, eigene Zeitungen. Doch blieben die NS-Blätter in ihrer Auflagenzahl hinter den Mündenschen Nachrichten zurück.

### Nachkriegszeit
Nach dem Ende des Zweiten Weltkriegs verbot die britische Besatzungsmacht das Mündener Volksblatt und den Mündener Beobachter als NS-belastete Zeitungen. Der Besatzungsmacht war daran gelegen, mit einer möglichst breiten Palette politisch unterschiedlich gefärbter Tageszeitungen den demokratischen Wettbewerb zu fördern. Dabei war Münden in einer besonderen Lage, da neben südniedersächsischen (und damit von der britischen Besatzungsmacht in Hannover kontrollierten und lizenzierten) auch hessische, im amerikanisch kontrollierten Kassel lizenzierte Zeitungen erschienen. So erschienen in Münden bereits 1948 sieben regionale Tageszeitungen mit Mündener Lokalteilen: Britisch kontrolliert die Ausgaben „Südhannover“ (später Mündener Presse) der sozialdemokratischen Hannoverschen Presse und der kommunistischen Hannoverschen Volksstimme, die Ausgabe „Süd-Hannover“ der CDU-nahen Hannoverschen Neuesten Nachrichten, die Ausgabe „Südhannover“ der liberalen Deutschen Volkszeitung sowie die überparteiliche Norddeutsche Zeitung. Von den US-Truppen in Kassel genehmigt wurden die Mündener Ausgabe der Kasseler Zeitung (später Mündener Kurier) sowie die „Ausgabe Münden“ der Hessischen Nachrichten. 1949 wurden zudem in einer Generallizenz zuvor verbotene traditionelle Tageszeitung neu herausgegeben – darunter auch die Mündenschen Nachrichten.

### Jüngere Zeit

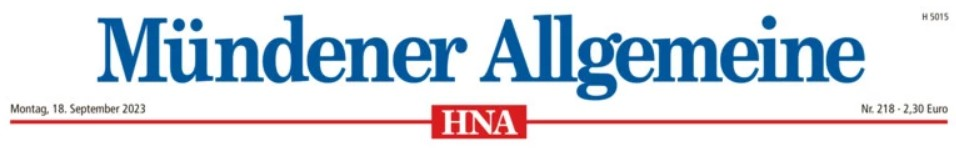
Kopfzeile der Mündener Allgemeinen

Anfang der 1970er Jahre wurde der südniedersächsische (und damit auch der Mündener) Zeitungsmarkt nur noch von zwei konkurrierenden Verlagsgruppen beherrscht: dem Kasseler Dierichs Verlag & Co. und dem Hannoveraner Verlag Madsack. Dierichs, Herausgeber der Hessisch/Niedersächsischen Allgemeinen (HNA), hatte 1971 sechs Lokalausgaben der Hannoverschen Presse aufgekauft – darunter auch die Mündener Presse, die fortan als Mündener Allgemeine im Mantel der HNA erschien. Madsack, Herausgeber der Hannoverschen Allgemeinen Zeitung (HAZ), konnte sich 1973 durch Übernahme der Mündenschen Nachrichten (sowie großer Teile des Göttinger Tageblatts) in den südniedersächsischen Pressemarkt einkaufen. Anfang 1975 erfolgte schließlich die letzte „verlegerische Flurbereinigung“, mit der sich HAZ und HNA ihre bis heute gültigen verlegerischen Monopole in Südniedersachsen sichern konnten: Um den kostenträchtigen Wettbewerb zu beenden, gaben die Verlage ihre jeweils marktschwächeren Lokalausgaben (die HAZ die Mündenschen Nachrichten und die HNA die Göttinger Allgemeine) auf. Damit existiert auf dem Gebiet der heutigen Stadt Hann. Münden seit 1975 als einzige Tageszeitung die Mündener Allgemeine im Mantel der Kasseler HNA.